# Evacuação

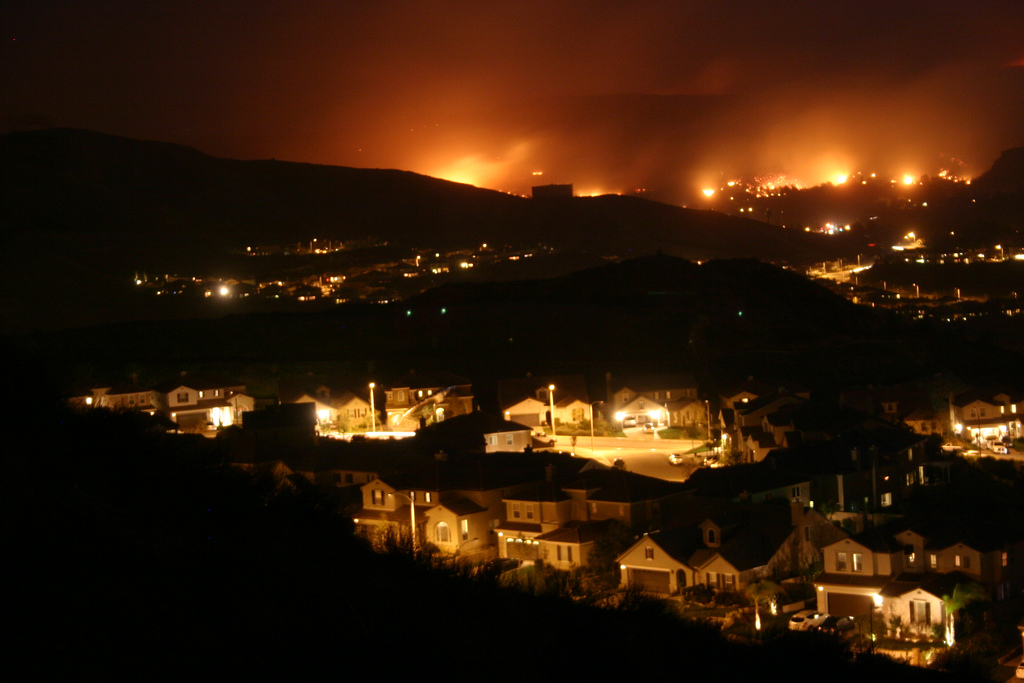
Os incêndios florestais da Califórnia de outubro de 2007 obrigaram que 800 000 pessoas fossem evacuadas de suas casas.

Evacuação consiste na retirada de pessoas de um local perigoso devido à ameaça ou ocorrência de um evento desastroso.

## Razões
Várias são as razões para se emitir uma ordem de evacuação: 
- ocorrência de desastres naturais, como:

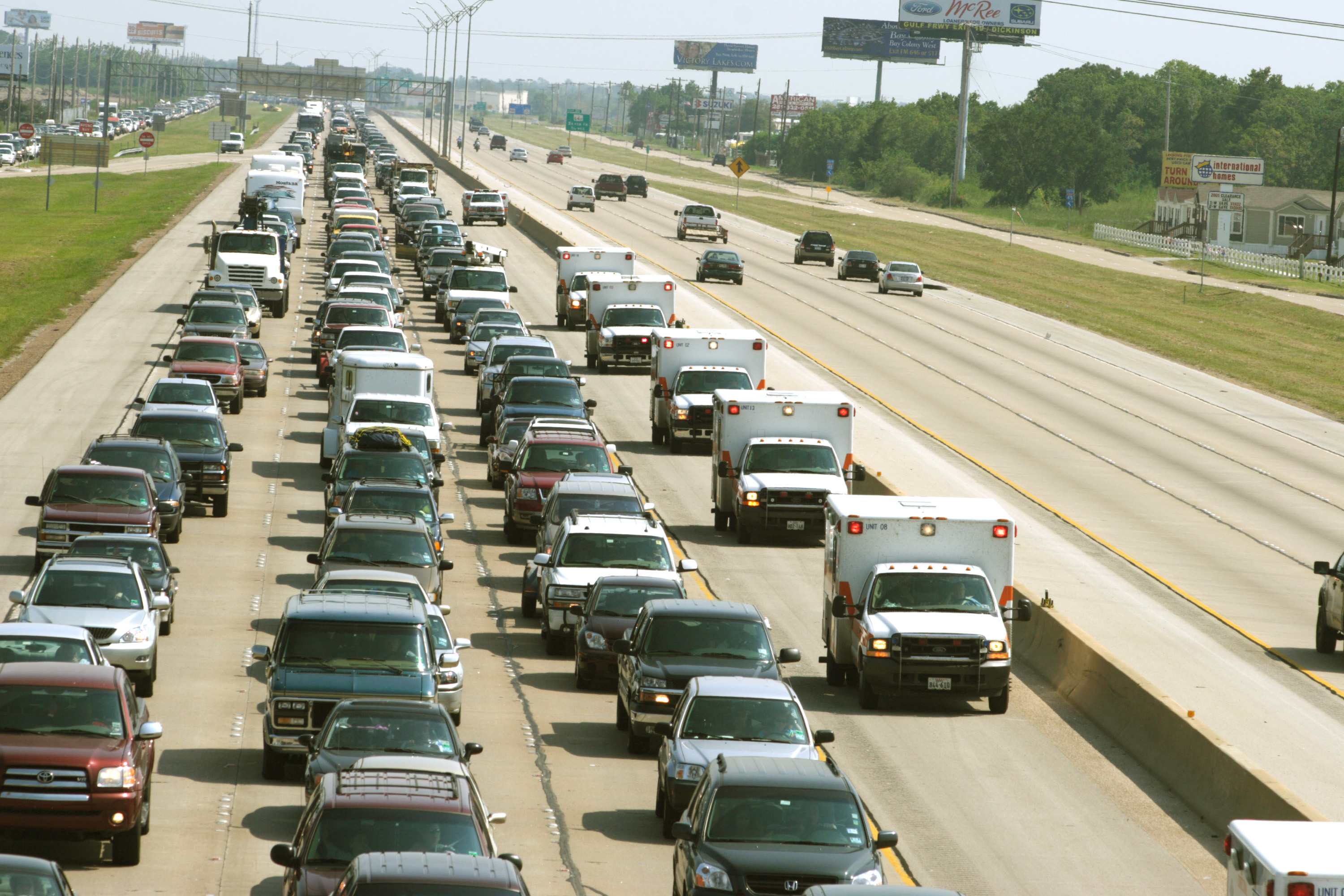
Congestionamento em Houston devido a evacuação emergencial.

  - Erupções vulcânicas;
  - Ciclones;
  - Inundações;
  - Terremotos.
- Ataques militares;
- Acidentes industriais;
- Acidente nuclear;
- Incêndios;
- Ataques terroristas;
- Epidemias.

## Etimologia
"Evacuação" originou-se do termo latino evacuatione.